# Harsault
Harsault foi uma antiga comuna francesa na região administrativa de Grande Leste, no departamento de Vosges. Estendia-se por uma área de 10,85 km². 
Em 1 de janeiro de 2017, foi incorporada à nova comuna de La Vôge-les-Bains.